# Terras de Massueime
Terras de Massueime ist eine Gemeinde (Freguesia) im portugiesischen Kreis (Concelho) von Pinhel.
Die Gemeinde entstand am 29. September 2013 im Zuge der administrativen Neuordnung in Portugal 2013 aus dem Zusammenschluss der Gemeinden Cerejo und Ervas Tenras.
In ihr leben 268 Einwohner (Stand 30. Juni 2011). auf einer Fläche von 12,40 km². Sitz der Verwaltung ist Cerejo.